# 初鹿牧場

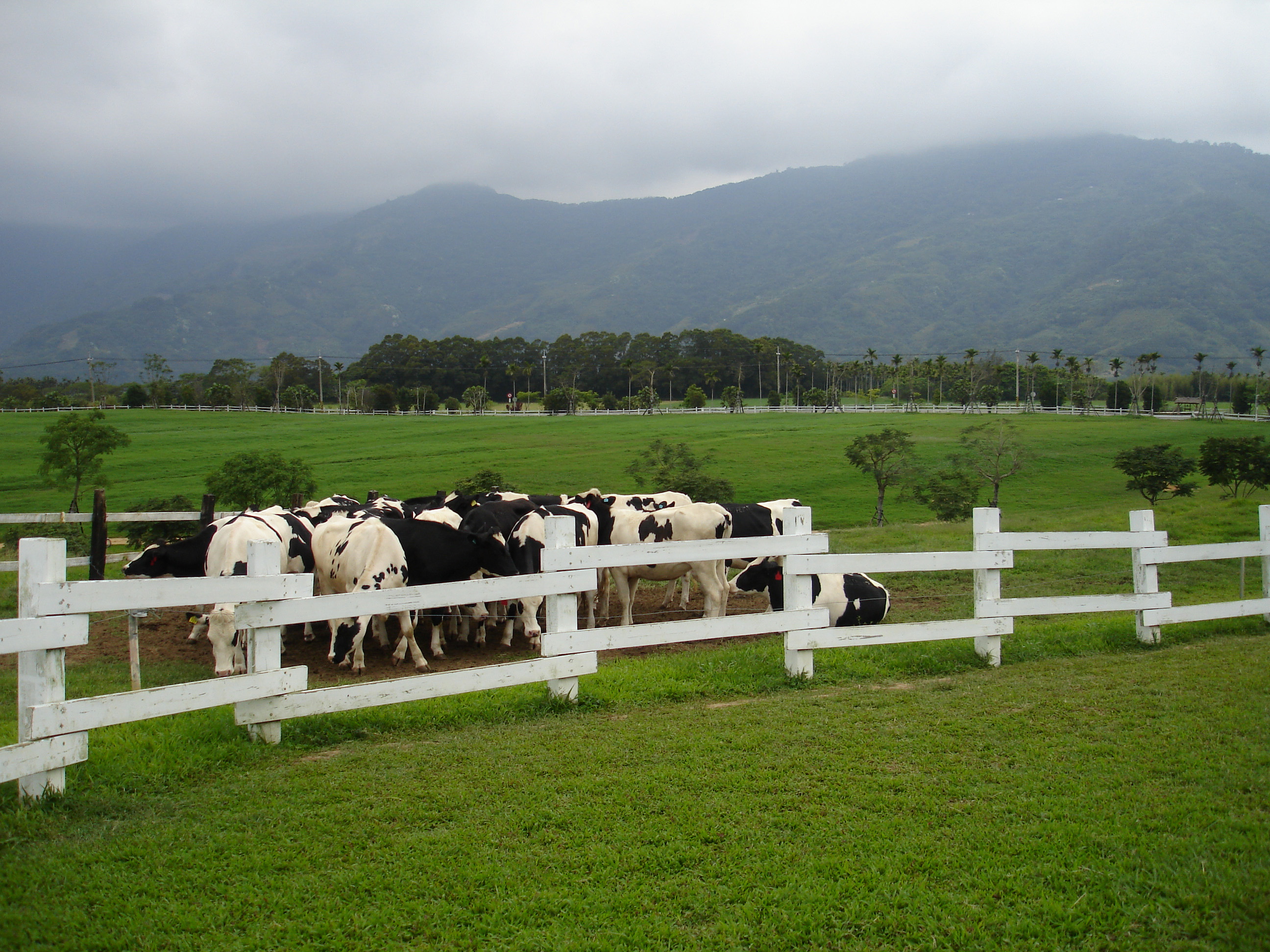
初鹿牧場的牛群

初鹿牧場是台灣旅遊景點，位於台東縣卑南鄉境內一座乳牛牧場，也是全台唯一的坡地牧場。
初鹿牧場從事森林浴、滾草、餵食黑白相間的荷蘭種乳牛等觀光活動，以出產新鮮、香醇的初鹿鮮奶聞名。原由土地銀行經營，後招標民營，由克緹國際集團超能生化科技股份有限公司得標。初鹿牧場主要的規劃有：遊園馬車、滾草區、放牧區、滑草場、乳牛餵食區、森林浴、DIY工坊、景觀餐廳、英式花園……等。
2018年首度引進專業經理人，由乖乖公司前總經理趙明擔任總經理。

## 外部連結
- （繁體中文） 初鹿牧場（页面存档备份，存于），官方網站。
- （繁體中文） 卑南鄉-初鹿牧場，台東縣政府的介紹網頁。
- （繁體中文） 臉書粉絲專頁 （页面存档备份，存于），初鹿牧場臉書官方粉絲專頁
- （繁體中文） IG官方帳號，初鹿牧場IG官方帳號